# The Australian Jazz Quartet
 (février 2021).
La mise en forme du texte ne suit pas les recommandations de Wikipédia : il faut le « wikifier ».
Les points d'amélioration suivants sont les cas les plus fréquents :
- Les titres sont pré-formatés par le logiciel. Ils ne sont ni en capitales, ni en gras.
- Le texte ne doit pas être écrit en capitales (les noms de famille non plus), ni en gras, ni en italique, ni en « petit »…
- Le gras n'est utilisé que pour surligner le titre de l'article dans l'introduction, une seule fois.
- L'italique est rarement utilisé : mots en langue étrangère, titres d'œuvres, noms de bateaux, etc.
- Les citations ne sont pas en italique mais en corps de texte normal. Elles sont entourées par des guillemets français : « et ».
- Les listes à puces sont à éviter, des paragraphes rédigés étant largement préférés. Les tableaux sont à réserver à la présentation de données structurées (résultats, etc.).
- Les appels de note de bas de page (petits chiffres en exposant, introduits par l'outil «  Source ») sont à placer entre la fin de phrase et le point final[comme ça].
- Les liens internes (vers d'autres articles de Wikipédia) sont à choisir avec parcimonie. Créez des liens vers des articles approfondissant le sujet. Les termes génériques sans rapport avec le sujet sont à éviter, ainsi que les répétitions de liens vers un même terme.
- Les liens externes sont à placer uniquement dans une section « Liens externes », à la fin de l'article. Ces liens sont à choisir avec parcimonie suivant les règles définies. Si un lien sert de source à l'article, son insertion dans le texte est à faire par les notes de bas de page.
- La présentation des références doit suivre les conventions bibliographiques. Il est recommandé d'utiliser les modèles {{Ouvrage}}, {{Chapitre}}, {{Article}}, {{Lien web}} et/ou {{Bibliographie}}. Le mode d'édition visuel peut mettre en forme automatiquement les références.
- Insérer une infobox (cadre d'informations à droite) n'est pas obligatoire pour parachever la mise en page.

Pour une aide détaillée, merci de consulter Aide:Wikification.
Si vous pensez que ces points ont été résolus, vous pouvez retirer ce bandeau et améliorer la mise en forme d'un autre article.
 (février 2021).
The Australian Jazz Quartet (AJQ), également connu sous le nom d'Australian Jazz Quintet, est un groupe de jazz actif dans les années 1950, surtout connu pour ses collaborations avec Dave Brubeck, Gerry Mulligan et Carmen McRae.

## Biographie
Le groupe a été formé en 1953 par trois Australiens et un Américain. L'instrumentation du groupe était alors insolite, comprenant des instruments traditionnellement associés au jazz comme le saxophone, le piano, la basse et la batterie, mais également des instruments moins utilisés à l'époque pour ce genre musical tel le basson, la flute traversière et le vibraphone. Les Australiens Errol Buddle (basson et saxophone ténor), Bryce Rohde (piano) et Jack Brokensha (vibraphone et percussions) sont d'abord arrivés à Windsor, au Canada, en 1952, avec comme objectif de former un groupe et de partir en tournée aux États-Unis. Cependant, les musiciens ne purent obtenir les visas nécessaires pour traverser la frontière et durent rester dans la région de Windsor.
C'est à ce moment que Phil McKellar, un DJ spécialisé en jazz travaillant pour la station CBE Windsor, s'est arrangé pour que le groupe enregistre pour la radio et pour Brokensha et Rohde de jouent au Killarney Castle au centre-ville de Windsor. À la suite de ces engagements, Brokensha est invité à participer à une émission de télévision pour la station WXYZ-TV situé à Détroit, au Michigan, ce qui permettra, à lui et aux deux autres membres du groupe, d'obtenir des visas de travail américains.
C'est durant ce séjour au Michigan que le groupe fit la connaissance de Richard J. “Dick” Healey et que le trio se transforma en quartet, se produisant à la télévision locale ainsi qu'au Klein's Jazz Club.
Au début de l'année 1954, le comédien Soupy Sales (en), qui anime l'émission de télévision « Soupy's On » où le groupe joue régulièrement, recommande à Ed Sarkesian, le propriétaire du club Rouge Lounge en banlieue de Détroit,  d'engager la quartet pour accompagner la chanteuse de jazz Chris Connor et de les faire jouer entre les sets de la chanteuse.
Puisque Buddle jouait déjà régulièrement du basson avec l'Orchestre symphonique de Windsor, Healey et Rohde décidèrent d'écrire des arrangements pour le groupe mettant en avant plan la combinaison flûte-basson-vibraphone, donnant au groupe un son distinctif. Voyant l'intérêt que suscitait le quartet non seulement de la part des amateurs de jazz, mais aussi des aficionados de musique classique, Sarkesian contacta Joe Glaser de l'Associated Booking Corporation à New York, et, sur la base d'un disque 78 tours rapidement enregistré, obtenu un contrat de cinq ans avec ABC et Bethlehem Records, désormais connu sous le nom de Australian Jazz Quartet/Quintet. Sarkesian devint également le manager personnel du groupe, en plus de devenir promoteur de concerts et de festivals de jazz.
Dans le cadre de leur nouveau contrat avec ABC, l'AJQ joue au Blue Note à Chicago  et participe à un concert à Washington DC. avec le Dave Brubeck Quartet, le Modern Jazz Quartet et Carmen McRae. Ils sont alors invités à jouer dans des clubs tels que le The Hickory House, Birdland (club de jazz), Basin Street et le Roundtable à New York ; le Blue Note, le Modern Jazz Room et le Robert's Show Room à Chicago ; Storyville à Boston ; Jazz City à Los Angeles; Macumba à San Francisco; Sonny's Lounge à Denver; Peacock Alley à Saint-Louis ; Rouge Lounge à Detroit ; Peps and Blue Note à Philadelphie ; Midway Lounge à Pittsburgh ; Colonial à Toronto, Ball & Chain à Miami et bien d'autres. Dans plusieurs de ces clubs, l'AJQ partage la scène avec des groupes bien connus tels que le Dave Brubeck Quartet, Les Brown Orchestra, Johnny Smith Quartet, Bud Shank Quartet, Miles Davis, Pete Jolly Trio, JJ Johnson, Max Roach-Clifford Brown Quintet, Art Blakey Quintet, Teddy et Marty Napoleon Quartet, Bud Powell Trio, Thelonious Monk, Conte Candoli / Al Cohn Quintet, Ahmad Jamal Trio, Don Shirley Trio, Lee Konitz Quartet, Woody Herman, Billie Holiday et autres.
En 1955, le groupe décide d'ajouter un bassiste à leur formation : d'abord Jimmy Gannon, puis Jack Lander, et enfin Ed Gaston (né en 1929, Rodhiss, Caroline du Nord - mort en 2012, Sydney, Aust), devenant du même coup le Australian Jazz Quintet.
Des tournées nationales eurent lieu en 1955–57. En 1955, il y eut le "Modern Jazz Show" avec le Dave Brubeck Quartet, Gerry Mulligan et Carmen McRae. En 1956, le "Music For Moderns" avec Count Basie, Erroll Garner, le Kai Winding Septet, le Chico Hamilton Quintet et le Gerry Mulligan Quartet. En 1957, le "Music For Moderns" avec le George Shearing Quintet, le Gerry Mulligan Quintet, Chico Hamilton, Helen Merrill, Cannonball Adderley et Miles Davis. Ces tournées incluaient des concerts dans de grandes salles, dont le Carnegie Hall à New York.
L'AJQ est apparu dans plusieurs émissions de télévision nationales, dont le Steve Allen Tonight Show, le Dave Garroway Today Show, le Arthur Godfrey Show, In Town Tonight Chicago et les Ed Mackenzie et Soupy Sales Shows d'ABC à Detroit. À la radio, ils ont été entendus sur "Woolworth Hour" à CBS, "Monitor" à NBC et "Parade of the Bands" à ABC.
De 1955 à 1958, l'AJQ enregistre sept albums pour le label Bethlehem. Le premier album, qui se distingue par sa couverture illustrée par quatre kangourous côte à côte, était un LP de 10 pouces enregistré en février 1955 et comportant des arrangements de huit chansons standard. Une version 12 pouces de cet album, sorti en 1956, comprend trois standards de plus et une chanson originale du bassiste Jimmy Gannon, qui a également aidé à l'enregistrement. Pendant ce temps, un autre album, celui-ci avec des dizaines de kangourous sur sa couverture, est sorti avec 10 morceaux dont deux titres originaux, l'un de Gannon et l'autre de Healey.
En 1958, le groupe visite l'Australie pour une série de concerts organisés par l'Australian Broadcasting Corporation. En plus de jouer pour des émissions de télévision et de radio, le groupe participe à des concerts avec Sammy Davis, Jr. Ceux-ci seront d'ailleurs diffusés par l'Australian Broadcasting Corporation. Après la tournée de 1958, les membres du groupe dissolvent l'AJQ et deviennent des artistes interprètes indépendants. Cependant, des concerts de retrouvailles ont eu lieu à Adélaïde en 1986 et 1993, et un enregistrement du concert de 1993 a été distribué.

## Discographie

### LP
- Australian Jazz Quartet (Bethlehem Records, Bethlehem BCP-1031, 1955)
- The Australian Jazz Quartet (Bethlehem BCP-6003, 1955)
- Australian Jazz Quartet/Quintet (Bethlehem BCP-6002, 1956)
- Australian Jazz Quartet/Quintet (UK London Jazz LTZ-N15065, 1957)
- The Australian Jazz Quintet: at the Varsity Drag (Bethlehem BCP-6012, 1956)
- Australian Jazz Quintet Plus One: Jazz in D Minor (Bethlehem BCP-6015, 1957)
- Rodgers & Hammerstein (Bethlehem BCP-6022, 1957)
- Free Style (Bethlehem BCP-6029, 1958)
- Three Penny Opera (Bethlehem BCP-6030, 1958)

### CD
- The Australian Jazz Quintet Plus One: Reunion (AEM Record Group, AEM 25801-2, Farmington Hills, Michigan, 1994)
- The Australian Jazz Quintet: at the Varsity Drag ( Bethlehem BCP-6012 reissued, Avenue Jazz, R2 75911, Los Angeles, 2000)
- Australian Jazz Quartet (Bethlehem BCP-6003 reissued, TOCJ-62097,  Japan, 2001)